# Robert Schatten
Robert Schatten (* 28. Januar 1911 in Lemberg, Österreich-Ungarn, heute Ukraine; † 26. August 1977 in New York City) war ein polnisch-US-amerikanischer Mathematiker.

## Leben
Robert Schatten machte 1933 seinen Magister-Abschluss an der Universität in Lwów. Nach seiner Auswanderung in die Vereinigten Staaten schrieb er sich an der Columbia University ein und bestand 1939 die Master-Prüfung. Unter der Anleitung von Francis J. Murray setzte er seine Forschungen bis zur Promotion 1942 fort. Kurz nach der Ernennung zum Junior-Professor trat er der US Army bei, in der er während der Ausbildung eine Rückenverletzung erlitt, an der er zeitlebens laborierte.
Im Studienjahr 1943–1944 wurde er an der University of Vermont zum Assistenzprofessor ernannt und verbrachte dann zwei Jahre am National Research Council, in denen er mit John von Neumann und Nelson Dunford zusammenarbeitete. 1946 nahm Robert Schatten die Arbeit an der University of Kansas auf, zunächst als außerordentlicher Professor bis 1952, dann als Professor bis 1961, unterbrochen nur durch Aufenthalte am Institute for Advanced Study in Princeton, New Jersey (1950 und 1952–1953).
1960–1961 verbrachte er ein Jahr an der University of Southern California, 1961–1962 lehrte er an der State University of New York in Stony Brook. 1962 wurde er Professor am Hunter College in New York, wo er bis zu seinem Tode blieb.
Robert Schatten war Jude; seine gesamte Familie ist während des Krieges ermordet worden.
Schattens mathematisches Hauptwerk war die Untersuchung der Tensorprodukte von Banachräumen. Die Schatten-Klassen, gewisse Operatorenalgebren, tragen seinen Namen.

## Werke
- A Theory of Cross-Spaces. Annals of Mathematics Studies, ISBN 0-691-08396-7.
- Norm Ideals of Completely Continuous Operators. Ergebnisse der Mathematik und ihrer Grenzgebiete, 2. Folge, ISBN 3-540-04806-5.